# Palacio de Cristal de Guayaquil
El Palacio de Cristal, también conocido como Mercado Sur, es una estructura de acero y cristal ubicada en la ciudad de Guayaquil. Actualmente funciona como un centro de exposiciones y convenciones, convirtiéndose en uno de los principales centros culturales de la ciudad y el país. La estructura fue diseñada por los ingenieros Francisco Manrique y Carlos Van Ischot. El diseño también se ha atribuido a Gustave Eiffel, aunque no hay pruebas de ello. La estructura funcionó como mercado de víveres por la mayor parte del siglo XX hasta su clausura y remodelación en el 2002.